# ديوسبيليس هورتادو
ديوسبيليس هورتادو مواليد 4 سبتمبر 1972 في سانتياغو، كوبا، هو ملاكم محترف كوبي يصنف ضمن فئة الوزن المتوسط بدأ مسيرته الاحترافية سنة 1994. في 1997 نازل بطل المجلس العالمي للملاكمة في وزن الوسط برنل ويتيكر لكن خسر أمامه بالصربة الفنية القاضية في الجولة الحادية عشر.

## إحصائيات
خاض خلال مسيرته 47 نزالا، فاز في 43 وتعادل في 1 وخسر في 3. فاز بالضربة القاضية في 26 نزالا.

## روابط خارجية
- ديوسبيليس هورتادو على موقع بوكس ريك (الإنجليزية) (registration required)